# Library of Congress Classification
Die Library of Congress Classification (LCC) ist eine Klassifikation, die in der Library of Congress entwickelt wurde. Sie wird für Forschungseinrichtungen und Universitätsbibliotheken in den USA und mehreren anderen Staaten genutzt. Die meisten öffentlichen Bibliotheken benutzen stattdessen die Dewey-Dezimalklassifikation (DDC) oder eigene Systematiken.
Die LCC wurde ursprünglich 1897 von Herbert Putnam mit der Unterstützung von Charles Ammi Cutter entwickelt, noch bevor er die Leitung der Library of Congress übernahm. Sie ist beeinflusst durch die Cutter Expansive Classification, die DDC und wurde für den Gebrauch in der Library of Congress geschaffen. Das neue System ersetzte ein von Thomas Jefferson eingeführtes System.
Als Herbert Putnam 1939 in den Ruhestand ging, waren alle Untergruppen ausgenommen K (Recht) und Teile von B (Philosophie und Religion) im Wesentlichen ausgearbeitet.
Es ist kritisiert worden, dass der LCC eine theoretische Grundlage fehlt; viele der Grundlagen der Systematik wären auf die Bedürfnisse der Library of Congress zugeschnitten.
Das Klassifizierungssystem der National Library of Medicine (NLM) benutzt die freien Buchstaben W und teilweise Q. Einige Bibliotheken benutzen das System der NLM in Verbindung mit dem LCC (ohne den Buchstaben R).

## Aufbau der LCC
Die Verweise beziehen sich nicht direkt auf Klassen der LCC, sondern auf vergleichbare Artikel in der Wikipedia.
|         | This class is not broken down into letter sub-classes. |
| 11-143  | America                                                |
| 151-889 | VEREINIGTE STAATEN VON AMERIKA                         |

|             | This class is not broken down into letter sub-classes. |
| 1-975       | United States local history                            |
| 1001-1145.2 | British America (einschließlich KANADA)                |
|             | NIEDERLÄNDISCHE KOLONIEN                               |
| 1170        | French America                                         |
| 1201-3799   | LATEINAMERIKA, Spanish America, GESCHICHTE BRASILIENS. |

Die Buchstaben I, O, W, X und Y sind nicht belegt.

## Ausschnitte
QA: Mathematik
1-939..............Mathematik
1-43..............Allgemeines
47-59.............Grundkenntnisse
71-90.............Instrumente und Maschinen
75-76.95.........Rechenmaschinen
75.5-76.95......Computer, Informatik
76.75-76.765...Software
101-145...........Elementarmathematik, Arithmetik
150-272.5.........Algebra
273-280...........Wahrscheinlichkeit. Statistik
299.6-433.........Analysis
440-699...........Geometrie. Trigonometrie. Topologie
801-939...........Analytische Mechanik
QB: Astronomie
1-991..........Astronomie
1-139.........Allgemeines
140-237.......Practical and spherical astronomy
275-343.......Geodäsie
349-421.......Theoretische Astronomie and Himmelsmechanik
455-456.......Astrogeologie
460-466.......Astrophysik
468-480.......Nicht-optische Methoden der Astronomie
495-903.......Beschreibende Astronomie
500.5-785....Sonnensystem
799-903......Sterne
980-991.......Kosmogonie, Kosmologie